# مجتمع إداري وتأسيسات سد زايندة رود
مجتمع إداري وتأسيسات سد زايندة رود (بالإنجليزية: Zayandeh Rud Dam Complex)‏ هي منطقة سكنية تقع في أصفهان في إيران. يقدر عدد سكانها بـ 194 نسمة .